# Your Love is a Lie
"Your Love is a Lie" är den andra singeln av Simple Plan från deras självbetitlade tredje studioalbum.
Låten finns i två versioner. En återfinns på deluxeutgåvan av CD:n, i vilken sångaren, Pierre Bouvier, sjunger ordet "fuck" i den andra versen, sjungande "...and do you think about me when he fucks you?". I den ordinarie versionen av CD:n, och för radio- och TV-spelningar, stryks ordet, och istället sjunger han "...and do you think about me when he touches you?". Det här är den tredje låten som Simple Plan använder ett svärord, den första var deras debutsingel, "I'm Just a Kid" och den andra var deras cover på Cheap Tricks "Surrender".

## Musikvideo
Den 6 mars 2008 flög bandet till Los Angeles för att filma musikvideon. Videon regisserades av Wayne Isham. Videon visar precis vad låten handlar om. Den visar bandet spela, och en kvinna som möter en man (som hon antagligen har sex med), medan Bouvier, sviken av kvinnan, väntar i sin lägenhet.
Efter 2 veckor hade videon haft 1 000 000 visningar på Youtube.

## Låtlista

### CD Singel
1. "Your Love is a Lie" (Explicit Album Version)
2. "Time to Say Goodbye" (Live in Germany)
3. "Your Love is a Lie" (Live in NYC)